# Гарден, Уильям
Уильям Гарден (англ. William Garden; 5 ноября 1918 — 29 апреля 2011) — конструктор яхт. Создал за свою жизнь более 650 проектов судов, но главным образом парусных яхт, в том числе таких как Mariner 36, Gulf 40, Formosa 51 и CT 41. Кавалер высшей награды Канады — член Ордена Канады.
Родился в городе Калгари, в возрасте десяти лет переехал с родителями в Сиэтл, штат Вашингтон, США. По окончании школы изучал судостроение в Технической школе Эдисона, позже ставшей частью Центрального колледжа Сиэтла. Работал в компании Andrew’s Boat Company, и уже к 24 годам спроектировал более 50-ти судов. В 1943 году был призван на военную службу, служил на судоремонтной верфи ВМС США в городе Адак на Аляске, и как он сам говорил: «Я был единственным человеком в армии, занятым тем, что любил делать». Демобилизовался весной 1946 года в звании старшего сержанта.
Получив лицензию проектировщика морских судов, открыл свою проектно-дизайнерскую контору в Вашингтоне. В конце 1960-х годов переехал в Канаду, город Виктория, и, приобретя неподалёку остров, продолжил свою работу. В 2006 году он был награждён Орденом Канады в знак признания того, что он «опытный военно-морской архитектор и морской инженер». В Музее Америки и моря имеется экспозиция посвящённая Уильяму Гардену.